# طحنون بن زاید آل نهیان (مشاور امنیت ملی)
طحنون بن زاید آل نهیان فرزند بنیان‌گذار امارات متحده عربی، شیخ زاید بن سلطان آل نهیان است و در حال حاضر به عنوان مشاور امنیت ملی امارات مشغول به کار است. وی قبلاً در سال ۲۰۱۳ قائم مقام مشاور امنیت ملی بوده است.
او بخشی از خانواده حاکم در ابوظبی است. وی برادر ناتنی شیخ خلیفه بن زاید آل نهیان، رئیس سابق امارات متحده عربی و همچنین برادر تنی سومین حاکم ابوظبی ، شیخ محمد بن زاید آل نهیان و شیخ حمدان بن زاید، شیخ هزاع بن زاید، شیخ منصور بن زاید و شیخ عبدالله بن زاید آل نهیان، وزیر خارجه امارات متحده عربی است.

## علایق ورزشی
شیخ طحنون از ورزندگان و حامیان هنرهای رزمی، به ویژه جو جیتسوی برزیلی است.